# Hermann Brommer

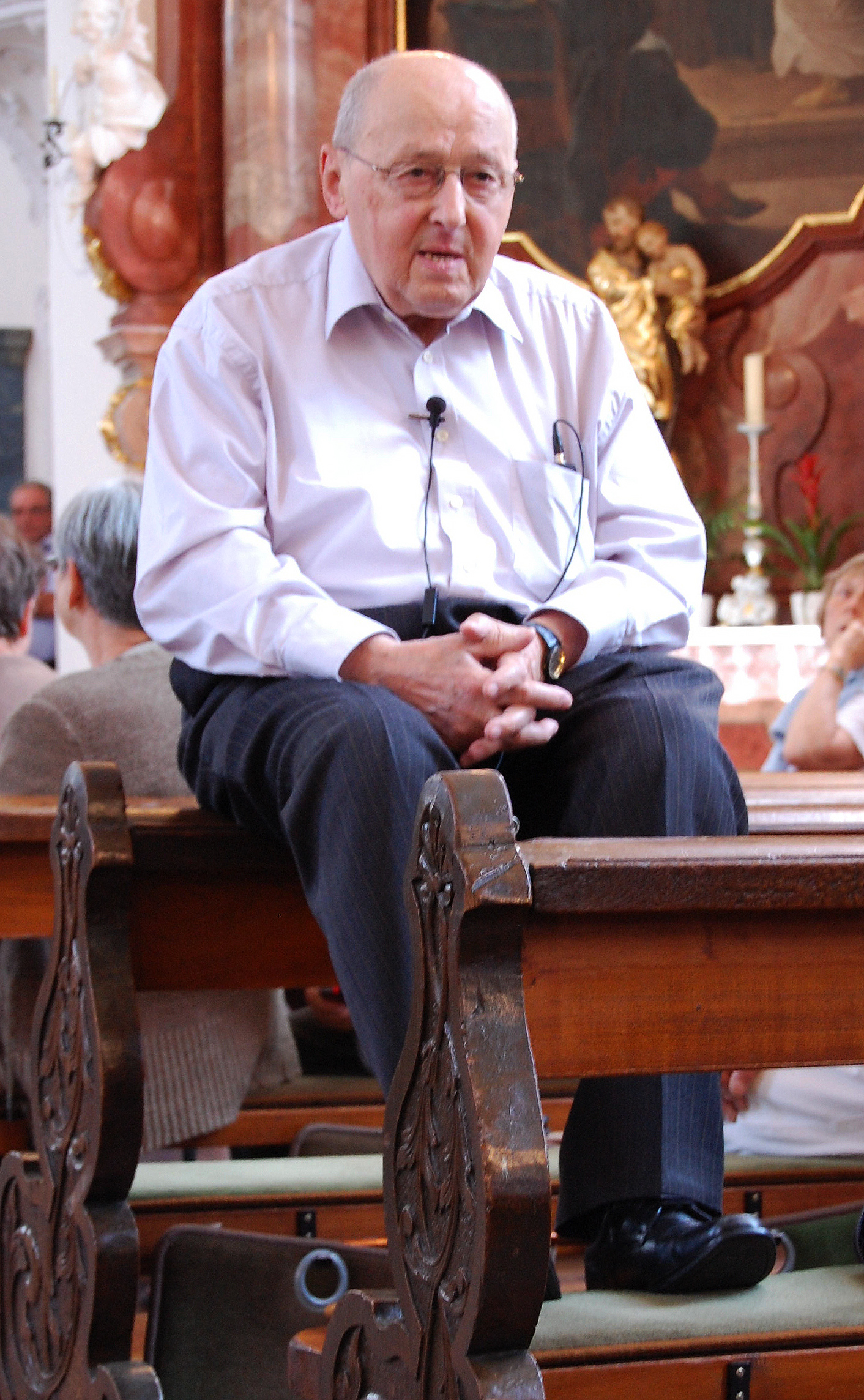
Hermann Brommer in der Merdinger St. Remigius-Kirche (Juli 2012)

Hermann Brommer (* 18. März 1926 in Bühl, Baden; † 26. Oktober 2012 in Waldkirch) war Lehrer und autodidaktischer Kunsthistoriker.

## Leben
Hermann Brommers Eltern waren der Bankangestellte Alois Brommer und seine Frau Emma geb. Hodapp. Hermann Brommer besuchte das Missionsgymnasium der Weißen Väter in Haigerloch und das Gymnasium Hohenbaden in Baden-Baden. Dort legte er nach Reichsarbeitsdienst und Kriegseinsatz die Abiturprüfung ab. Weil ihm die Nachkriegsverhältnisse ein universitäres Geschichts- und Lateinstudium verwehrten, studierte er an der Pädagogischen Akademie Gengenbach und legte die Lehramtsprüfung für Volksschulen ab. In Gengenbach lernte er seine Frau Elisabeth geb. Lehmann (1927–2006) kennen, mit der er eine Tochter und einen Sohn hatte. 1956 wurde er Oberlehrer und Leiter der Volksschule Merdingen, 1980 dann Rektor der Grund- und Hauptschule in Ihringen. 1985 trat er in den Ruhestand.

## Kunstgeschichtliches Werk

### Allgemeines
Neben Brommers Lehrerberuf wuchs sein kunsthistorisches Werk. Johann Baptist Sellinger (1714–1779) galt seine erste, 1962/1963 in zwei Teilen erschienene Publikation. Durch Genealogie und Stilvergleich erforschte Brommer einerseits die Biographien und Werkverzeichnisse von Künstlern, andererseits die Entstehung einzelner Kunstwerke, besonders Kirchengebäude und ihrer Ausstattung. Bei der Analyse von Kunstwerken war ihm ihre Deutung ein Anliegen. So schrieb er zur Merdinger Pfarrkirche: „Für die während des 18. Jahrhunderts in einfachen persönlichen Verhältnissen lebenden Einwohner der Gemeinde Merdingen muß ihre neue Pfarrkirche ein Stück Himmelreich auf Erden gewesen sein. Unter großen persönlichen Opfern ist sie hervorgegangen aus der echten Religiosität jener Zeit, die auch sonst fruchtbarste Quelle für die Kunstschöpfungen des Barock gewesen ist.“
Als seine bedeutendste Entdeckung bezeichnete Brommer die Identifizierung der Künstler des Altars der Sebastianskapelle in Dambach-la-Ville. Zwei entdeckte Taufeinträge klärten auf einwandfreie Weise die Urheberschaft. Vom Einzelfall abgesehen entdeckte Brommer damals eine Brücke zwischen der Kunst im Breisgau und im Elsass. Galt sein Hauptaugenmerk dem Barock, so hat er auch Früheres untersucht wie das Konstanzer Münster oder Späteres wie die einheitlich historistische, 1880–1902 entstandene Ausstattung der St. Hilarius-Kirche in Bollschweil.

### Künstlermonographien
Er verfasste folgende Artikel im Allgemeinen Künstlerlexikon:
- Abt, Joseph (1761–1814, deutscher Maler)
- Albine, Christian Xaver (1745–1829, elsässisch-französischer Bildhauer)
- Altenburger, Franz Bernhard († 1736, Tiroler Maler)
- Amann, Joseph (1720–1796, deutscher Bildhauer)
- Amann, Joseph Ignaz (1763–1822, deutscher Bildhauer)
- Arparel, Franz († nach 1636, Maler in Freiburg im Breisgau)
- Auffenbacher, Hilarius (1679–1738, österreichischer Maler)
- Bargör, Johann (belegt 1727–1736, deutscher Bildhauer)
- Berthe, François Michel (um 1731–1807, Bildhauer im Elsass)
- Bilger, Basilius († 1797, deutscher Maler)
- Bininger, Joseph (1784–1840, deutscher Maler)
- Blödt, Sebastian († 1745, deutscher Bildhauer)
- Bonauer (18. Jahrhundert, deutsche Kunstschreinerfamilie)
- Brachert (erwähnt 1722–1812, deutsche Malerfamilie)
- Braun, Hans Jakob (1695–1757, Bildhauer im Elsass)
- Brenzinger, Johann Caspar (um 1651–1737, deutscher Maler)
- Bretz, Johann Adam (1724–1803, Schreiner und Altarbauer in Freiburg im Breisgau)
- Budinger, Joseph Anton (1715–1772, deutscher Baumeister)
- Buob, Johann Martin (1707–1776, Bildhauer im Elsass)
- Butsch, Egidius (1725–1785, deutscher Bildhauer)
- Cahn, Johannes David (* 1861, deutscher Maler)
- Chassain, Jean-Baptiste Alexandre (um 1727–1793, Architekt im Elsass)
- Chevalier, Johann Philipp (um 1726–1758, Bildhauer im Elsass)
- Croutelle, Pierre (1735–1794, französischer Bildhauer)
- Dettlinger, Joseph (1865–1937, deutscher Bildhauer)
- Dold, Georg (um 1670–1746, deutscher Bildhauer)
- Dorner, Fridolin (1746–vor 1777, deutscher Maler)
- Dorner, Joseph (1731–1773, deutscher Bildhauer)
- Eisenmann, Melchior Bernhard (1717–1772, deutscher Maler)
- Endres, Anselm (1835–1899, deutscher Maler)
- Essigbach, Christoph († 1739, deutscher Bildhauer)
- Feuerstein, Caspar (1739–1807, deutscher Bildhauer)
- Fink, Theoddul (um 1699–1743, deutscher Maler)
- Fivell, Franz Leonhard (1699–1737, deutscher Bildhauer)
- Friedrich, Casimir (1736–1787, deutscher Bildhauer)
- Fuchs, Franz Anton (* 1733, deutscher Bildhauer)
- Gambs, Benedikt (um 1703–1751, deutscher Maler)
- Göser, Simon (1735–1816, deutscher Maler)

### Kunstführer

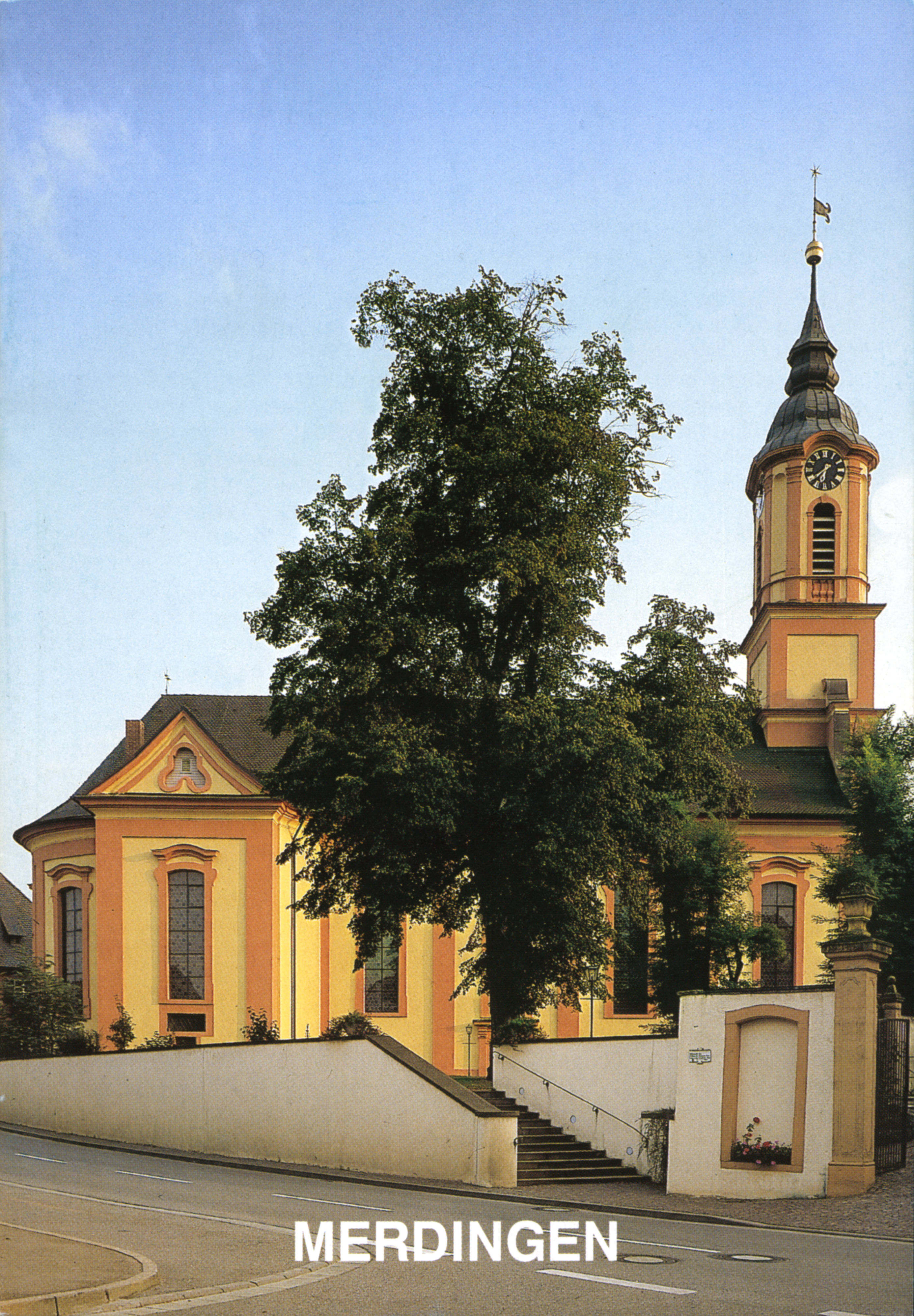
Kunstführer Merdingen, 5. Auflage 1999

Brommer erzielte mit der Reihe der Kleinen Kunstführer und Großen Kunstführer des Verlags Schnell und Steiner und ab 1996 des Kunstverlags Josef Fink in Lindenberg im Allgäu Breitenwirkung. Die Liste – knapp 70 Positionen – beschränkt sich auf die deutschsprachigen Erstausgaben:
- Endingen am Kaiserstuhl, katholische Pfarrkirche St. Peter 1973
- Merdingen, katholische Pfarrkirche St. Remigius 1974 und 1989
- Neuershausen, katholische Pfarrkirche St. Vincentius Levita 1975
- Lehen (Freiburg im Breisgau), katholische Pfarrkirche St. Cyriak 1976
- Freiburg im Breisgau, Adelhauser Kirche Mariä Verkündigung und St. Katharina 1976
- Bühl, katholische Pfarrkirche St. Peter und Paul 1977
- Hochdorf (Freiburg im Breisgau), katholische Pfarrkirche St. Martin, 1977
- Tuniberg 1983
- Haslach im Kinzigtal, katholische Pfarrkirche St. Arbogast 1978
- Kappel (Freiburg im Breisgau), katholische Pfarrkirche St. Peter und Paul 1979
- Niederrotweil, St.-Michaels-Kirche 1979
- Sankt Georgen (Freiburg im Breisgau) katholische Pfarrkirche St. Georg 1979
- Freiburg im Breisgau, Maria-Hilf-Kirche 1980
- Mainau, Schlosskirche St. Marien 1980
- Freiburg im Breisgau, St. Cyriak und Perpetua 1980
- Freiburg im Breisgau, katholische Pfarrkirche St. Martin 1981
- Avolsheim, Église Saint Pierre (Dompeter) 1981
- Ebnet (Freiburg im Breisgau), katholische Pfarrkirche St. Hilarius 1981
- Meißenheim, evangelische Pfarrkirche 1983
- St. Blasien im Schwarzwald 1983
- Todtmoos im Schwarzwald, katholische Pfarr- und Wallfahrtskirche 1983
- Herbolzheim, katholische Pfarrkirche St. Alexius 1984
- Birnau am Bodensee, Basilika zu Unserer Lieben Frau 1986
- Gengenbach, Kirchen und Kapellen 1986
- Freiburg im Breisgau, katholische Pfarrkirche Heilige Familie und Filialkirche St. Thomas in Betzenhausen 1986
- Tiefenbronn, Basilika St. Maria Magdalena 1986
- Waltershofen (Freiburg im Breisgau), katholische Pfarrkirche St. Peter und Paul 1986
- Freiburg im Breisgau, St. Ursula 1987
- Soultzbach-les-Bains, katholische Pfarrkirche St. Johannes der Täufer 1987
- Reute (Breisgau), Kirchen 1987
- Tennenbronn, katholische Pfarrkirche St. Johannes Baptista 1988
- Tiengen (Freiburg im Breisgau), evangelische Pfarrkirche 1988
- Hinterzarten, katholische Pfarrkirche Maria in der Zarten 1988
- Badenweiler, katholische Pfarrkirche St. Peter 1988
- Schluchsee (Gemeinde), Kirchen der Pfarrei St. Nikolaus 1988
- Triberg im Schwarzwald, Wallfahrtskirche Maria in der Tanne 1989
- Baden-Baden, katholische Pfarrkirche St. Bernhard 1989
- Bad Dürrheim, katholische Pfarrkirche St. Johann 1989
- Burkheim am Kaiserstuhl, katholische Pfarrkirche St. Pankratius 1991
- Ebersmunster, Église abbatiale St. Maurice 1992
- Neusatz (Bühl), Kloster Neusatzeck, Mutterhaus der Schwestern vom III. Orden des heiligen Dominikus 1992
- Merzhausen, katholische Pfarrkirche St. Gallus 1992
- Wehr (Baden), katholische Pfarrkirche St. Martin 1992
- Bühl-Kappelwindeck, katholische Pfarrkirche St. Maria 1993
- Grunern, katholische Pfarrkirche St. Agatha 1994
- Bollschweil, katholische Pfarrkirche St. Hilarius 1994
- Haut-Kœnigsbourg 1994
- Rheinfelden-Beuggen/Karsau, katholische Pfarrkirche St. Michael 1994
- Oberhausen-Rheinhausen, katholische Pfarrkirche St. Ulrich 1994
- Sasbach am Kaiserstuhl, katholische Pfarrkirche St. Martin 1994
- Riedböhringen, katholische Pfarrkirche St. Genesius 1996
- Offenburg, Kloster Unserer Lieben Frau 1997
- Altglashütten, St. Wendelin 1996
- Menzenschwand, katholische Pfarrkirche St. Martin 1998
- Lichtenberg (Bas-Rhin), Kreuzweg der Kirche Sainte-Marie-Auxiliatrice 1999
- Schliengen, katholische Pfarrkirche St. Leodegar 1999
- Karlsruhe, katholische Pfarrkirche Unserer Lieben Frau 2000
- Wittnau (Breisgau), katholische Pfarrkirche Mariä Himmelfahrt 2000
- Altshausen, katholische Pfarr- und Schlosskirche St. Michael 2001
- Wegenstetten (Schweiz), katholische Pfarrkirche St. Michael 2001
- Staufen im Breisgau, katholische Pfarrkirche St. Martin 2001
- March-Holzhausen, katholische Pfarrkirche St. Pankratius 2002
- Bischoffingen, evangelische Pfarrkirche St. Laurentius 2002
- Gengenbach, Prälatenturm 2003
- March-Hugstetten, katholische Pfarrkirche St. Gallus 2003
- Villingen-Schwenningen, Kloster und Schule St. Ursula 2002
- Sasbach am Kaiserstuhl, Kirchen und Litzelbergkapelle 2010
- Bötzingen, Pestkapelle St. Alban und katholische Pfarrkirche St. Laurentius 2012
- Oberwolfach, Pfarrkirche St. Bartholomäus 2012

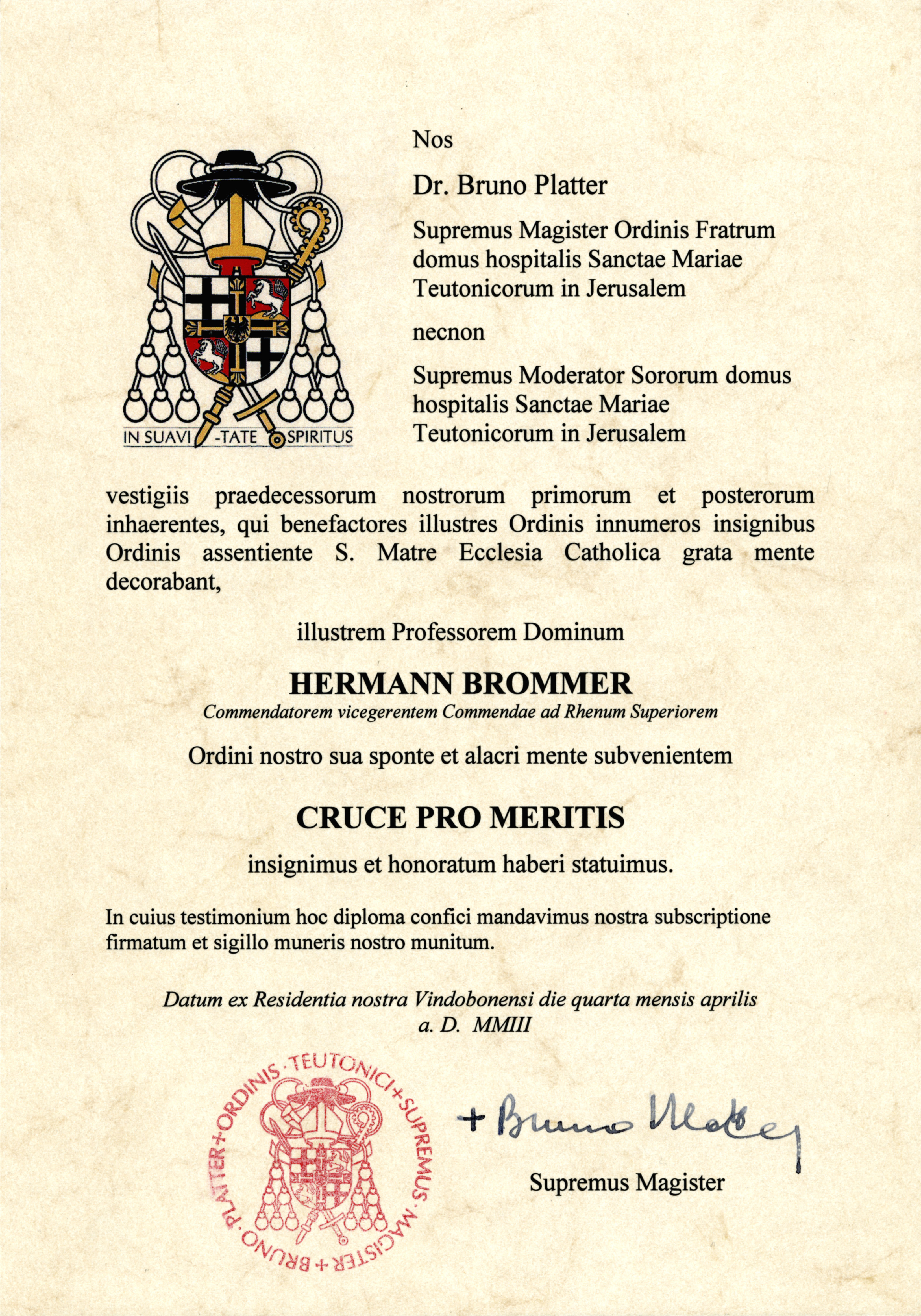
Urkunde des Deutschen Ordens

## Ehrungen
Brommer erhielt 1978 das Verdienstkreuz am Bande der Bundesrepublik Deutschland und 1980 den päpstlichen Ehrenorden Pro Ecclesia et Pontifice. 1985 verlieh ihm die baden-württembergische Landesregierung den Titel „Professor“. Die Gemeinde Merdingen machte ihn 1986 zum Ehrenbürger. 1991 ehrte ihn die Stadt Gengenbach mit der Otto-Ernst-Sutter-Medaille. 1995 ernannte ihn Papst Johannes Paul II. zum Ritter des Silvesterordens. Im selben Jahr wurde er Ehrendirigent des Merdinger Kirchenchors und wurde seine Frau Ehrenorganistin. Zu seinem 85. Geburtstag wurde er 2011 mit dem Europäischen Regio-Kultur-Preis für kunsthistorische Forschung geehrt. Im Jahr 2014 wurde die Merdinger Grundschule zu seinen Ehren in Hermann-Brommer-Schule umbenannt.